# Sierpodudek leśny
Sierpodudek leśny (Phoeniculus castaneiceps) – gatunek średniej wielkości ptaka z rodziny sierpodudków (Phoeniculidae), zamieszkujący Afrykę równikową. Nie jest zagrożony.

## Zasięg występowania
Występuje plamowo w Demokratycznej Republice Konga, Ghanie, Gwinei, Kamerunie, Kongu, Liberii, Nigerii, Republice Środkowoafrykańskiej, Rwandzie, Tanzanii, Ugandzie i Wybrzeżu Kości Słoniowej. Gatunek osiadły.

## Taksonomia
Gatunek ten bywa przez niektórych autorów umieszczany w rodzaju Rhinopomastus. Wyróżniono dwa podgatunki P. castaneiceps:
- P. castaneiceps castaneiceps (Sharpe, 1871) – sierpodudek leśny[4] – Liberia do Nigerii
- P. castaneiceps brunneiceps (Sharpe, 1903) – sierpodudek zmienny[4] – Kamerun do Demokratycznej Republiki Konga i Ugandy

## Morfologia
Długość ciała: 26–28 cm; masa ciała 22–25,5 g.
Smukły ptak z długim ogonem. Samice mniejsze od samców i mniej opalizujące.

## Ekologia
BiotopZamieszkuje środkowe piętro i baldachim lasów pierwotnych, zwłaszcza tam, gdzie występują pnącza, paprocie i gałęzie porośnięte mchem, ponadto zalesienia wtórne, stare plantacje, obrzeża lasów i polan, a także przypominające parki zadrzewienia z niezbyt gęsto rozmieszczonymi dużymi drzewami. Odnotowywany był od terenów bliskich poziomu morza do 1500 m n.p.m.
PożywienieW skład jego diety wchodzą głównie stawonogi, w tym chrząszcze, karaluchy, pająki, mrówki i termity, a także larwy i poczwarki; zjada również drobne owoce, w tym jagody, oraz nasiona.
LęgiNiewiele wiadomo o rozrodzie tego gatunku. Gniazdo z młodymi obserwowano w Liberii na początku kwietnia; ptaki z powiększonymi gonadami stwierdzono w Ugandzie i Demokratycznej Republice Konga w okresie listopad–grudzień; w połowie stycznia w Kongu zaobserwowano kopulację. Jedyne znane gniazdo znajdowało się w dziupli na wysokości 35 m nad ziemią; młode były karmione przez oboje rodziców w odstępach dziesięciominutowych.

## Status
IUCN uznaje sierpodudka leśnego za gatunek najmniejszej troski (LC, Least Concern) nieprzerwanie od 1988 roku. Liczebność światowej populacji nie została oszacowana, ale ptak ten opisywany jest jako lokalnie pospolity w lasach niepoddanych wycince. Trend liczebności populacji uznawany jest za spadkowy ze względu na postępujące niszczenie siedlisk.